# Ulla-Britt Åbark
Karin Ulla-Britt Åbark, född 30 juni 1936 i Karl Johans församling i Göteborg, död 20 maj 1992 i Kungsbacka, var en svensk socialdemokratisk politiker, som mellan 1981 och 1992 var riksdagsledamot för Hallands läns valkrets.